# Rozwinąć skrzydła
Rozwinąć skrzydła (hiszp. Alguna vez tendremos alas) – meksykańska telenowela wyprodukowana przez Televisę w 1997 roku. 

## Wersja polska
W Polsce telenowela była emitowana w telewizji TVN. Pierwszy odcinek wyemitowano 25 stycznia 1999 r. o godzinie 10:50. 

## Obsada
- Humberto Zurita – Guillermo Lamas
(wszystkie 130 odcinków)[1]
- Kate del Castillo – Ana Hernández López (130)
- Cynthia Klitbo – Rosaura Ontiveros (130)
- Alberto Estrella – Rodolfo Sánchez „El Gato”/Mario García Suárez (130)
- Eugenia Cauduro – Magdalena Arredón Mejía (130)
- Óscar Bonfiglio – ojciec Miguel (4)
- Édgar Vivar – Sebastián Medina (4)
- Silvia Mariscal – Silvia de Nájera (4)
- Margarita Isabel – Verónica del Olmo (4)
- David Ostrosky – dr Ricardo Aguilera (4)
- Raúl Buenfil – Gregorio Luque (4)
- Katie Barberi – Isabel Ontiveros de Lamas (4)
- René Strickler – Nacho Nájera/Domingo (4)
- Karla Paola Kegel – Alejandra Lamas Ontiveros #1 (4)
- Luis Couturier – Gustavo Nájera (4)
- Justo Martínez – ojciec Tomás (4)
- Adriana Barraza – Clara Domínguez (4)
- Anabelle Gutiérrez –Bernardita (4)
- Maricarmen Vela – matka przełożona (4)
- Lili Inclán – matka Tornera (4)
- Yula Pozo – matka Josefina (4)
- Miguel Angel Segura – Pepín (4)
- Sagrario Baena – Hortensia Mejía de Arredón (4)
- David Rencoret – Hermenegildo Arredón (4)
- María Prado – Matilda (4)
- Andrea Sisniega – Andrea (4)
- Mario Prudomme – Matías Camargo (4)
- Alejandra Peniche – Yolanda López (4)
- Ramiro Orci – Crispín Mancera (4)
- Ana Layevska – Violinista rusa (4)
- José Antonio Estrada – Nicanor (4)
- Joel Núñez – Gabriel (4)
- Antonio Miguel – Arturo Neri (4)
- Ángeles Balvanera – Alfonsina (4)
- Moisés Suárez – Dr. González (4)
- Miguel Santana – Pingüica (4)
- Said Manuel Jiménez – Michote (4)
- Victor E. López – Juancho
- Francisco Casasola – Compadre Pedro (4)
- Marianna Gabriela – Hermana de Ana (4)
- Betina Sade – Hermana de Ana (4)
- Genoveva Pérez – Mercedes (4)
- Evelyn Solares – Rufina (4)
- Maleni Morales – Dra. Díaz
- Ivonne Montero – Alicia
- Josefina Echánove – Lucía Lamas
- Sherlyn – Niña del orfelinato
- Rodolfo Vélez – El Fufurufo
- Antonio Méndez Padilla – Vigilante (4)
- Elena Vela – Martha
- Xóchitl Vigil – Olga Santos
- Bárbara Burguette – 'Marina
- Anna Sobero – Diana
- Arturo Paulet – Sixto (4)
- Inés Moreno – Vicenta (4)
- Roberto Murguía – Sergio (4)
- Ana Karla Kegel – Alejandra Lamas Ontiveros #2 (4)
- Miguel Angel Segura – Pepin (4)
- Alfredo Adame – Carlos Augusto (4)
- Marisela Arriola (4)
- Edna Lobato (4)
- Walter Jay Nava (4)
- Alea Yólotl (4)
- Uri Chartarifsky – kierowca taksówki (1)

## Nagrody i nominacje

### Premios TVyNovelas 1998
| Kategoria                     | Osoby                                | Wynik     |
| ----------------------------- | ------------------------------------ | --------- |
| najlepsza złoczyńczyni        | Eugenia Cauduro                      | Wygrana   |
| najlepsza złoczyńczyni        | Cynthia Klitbo                       | Nominacja |
| najlepszy złoczyńca           | Alberto Estrella                     | Nominacja |
| Najlepsza aktorka młodzieżowa | Kate del Castillo                    | Nominacja |
| Najlepszy aktor młodzieżowy   | René Strickler                       | Nominacja |
| Najlepsze kobiece objawienie  | Eugenia Cauduro                      | Nominacja |
| Najlepsza historia            | Florinda Meza Carlos Daniel González | Nominacja |